# Puegnago sul Garda
Puegnago sul Garda (lombardul: Puegnàch) település Olaszországban, Lombardia régióban, Brescia megyében. Lakosainak száma 3447 fő (2023. január 1.). Puegnago sul Garda Gavardo, Manerba del Garda, Muscoline, Salò, San Felice del Benaco és Polpenazze del Garda községekkel határos.

## Népesség
A település lakossága az elmúlt években az alábbi módon változott:
| Lakosok száma | 3406 | 3444 | 3447 |
|               | 2017 | 2018 | 2023 |